# Normanbya
Genre
Statut de conservation UICN

 VU : Vulnérable
Classification phylogénétique
Espèces de rang inférieur
- Normanbya normanbyi

Normanbya est un genre monotypique de plantes à fleurs de la famille des Arecaceae (palmiers), endémique de l'État du Queensland en Australie. Il est menacé par la destruction de son habitat.

## Classification
- Sous-famille des Arecoideae
  - Tribu des Areceae
    - Sous-tribu des Ptychospermatinae

Le genre  Normanbya  partage sa sous-tribu avec treize autres genres : Ptychosperma, Ponapea, Adonidia, Balaka, Veitchia, Carpentaria, Wodyetia, Drymophloeus, Brassiophoenix,  Ptychococcus, Jailoloa,  Wallaceodoxa et Manjekia .

## Espèces
- Normanbya normanbyi